# Bigelow Expandable Activity Module
El Bigelow Expandable Activity Module (BEAM) és un mòdul d'estació espacial inflable actualment en desenvolupament per Bigelow Aerospace, sota el contracte de la NASA, per al seu ús com un mòdul temporal en l'Estació Espacial Internacional (ISS) durant el 2015 al 2017. Bigelow té plans per construir un segon mòdul BEAM com una cambra d'aire per a la Bigelow Commercial Space Station.